# Château de Grainville
Pour les articles homonymes, voir Grainville (homonymie).
Le château de Grainville est une demeure du XVe siècle qui se dresse sur la commune française de Granville dans le département de la Manche, en région Normandie.
Il est partiellement protégé aux monuments historiques.

## Localisation
L'édifice est situé sur l'ancienne commune de Saint-Nicolas-près-Granville, rattachée depuis 1962 à la commune de Granville, dans le département français de la Manche. 

## Historique
Le château fut notamment la possession de Paul de Gibon (1863-1929).

## Protection aux monuments historiques
Au titre des monuments historiques :
- les peintures murales du XVe siècle représentant la Vierge et l'Enfant et un donateur menacé par l'aiguillon de la mort, qui se trouvent sur le mur nord de la nef, près de l'arc triomphal de la chapelle du château de Granville (ancienne église paroissiale Saint-Nicolas) sont classées par arrêté du 30 septembre 1957 ;
- les façades, les toitures, l'escalier intérieur avec sa rampe en bois du manoir de la Clémentière ainsi que celles de l'ancienne église paroissiale Saint-Nicolas de Granville et le colombier sont inscrits par arrêté du 28 avril 1980.